# Барабашківський заказник
Барабашківський — гідрологічний заказник місцевого значення. Об'єкт розташований на території Звенигородського району Черкаської області, село Рижанівка.
Площа — 3 га, статус отриманий у 1979 році.
Охороняється болото з типовою рослинністю.